# Hakea oleifolia
Hakea oleifolia är en tvåhjärtbladig växtart som först beskrevs av James Edward Smith, och fick sitt nu gällande namn av Robert Brown. Hakea oleifolia ingår i släktet Hakea och familjen Proteaceae. Inga underarter finns listade i Catalogue of Life.